# Relaxation dynamique
En mécanique des structures, la relaxation dynamique est une technique de modélisation informatique utilisée pour la recherche de forme (processus dit de form-finding) des structures souples (câbles et nappes). La méthode de relaxation dynamique est basée sur un continuum discrétisé dans lequel on suppose la masse du système répartie a des nœuds donnés. Le système oscille autour de la position d'équilibre sous l'influence du chargement. Le processus itératif est réalisé en simulant un comportement pseudo-dynamique dans le temps.

## Principales équations utilisées
En utilisant la deuxième loi de Newton, considérant le nœud {\displaystyle i}, au temps {\displaystyle t}, dans la direction {\displaystyle x} :
{\displaystyle R_{ix}(t)=M_{i}A_{ix}(t){\frac {}{}}}
Avec :
{\displaystyle R} effort
{\displaystyle M} masse du nœud
{\displaystyle A} accélération
En réalisant une double intégration numérique de l'accélération (ici, par différence finie centrée), une relation entre la vitesse {\displaystyle V}, la géométrie {\displaystyle X} et les efforts est obtenue :
{\displaystyle V_{ix}\left(t+{\frac {\Delta t}{2}}\right)=V_{ix}\left(t-{\frac {\Delta t}{2}}\right)+{\frac {\Delta t}{M_{i}}}R_{ix}(t)}
{\displaystyle X_{i}(t+\Delta t)=X_{i}(t-\Delta t)+\Delta t\times V_{ix}\left(t+{\frac {\Delta t}{2}}\right)}
Avec :
{\displaystyle \Delta t} intervalle de temps entre deux itérations.
En utilisant une somme des forces au nœud, une relation entre les efforts et la géométrie est obtenue :
{\displaystyle R_{ix}(t+\Delta t)=P_{ix}(t+\Delta t)+\sum {\frac {T_{m}(t+\Delta t)}{l_{m}(t+\Delta t)}}\times \left(X_{j}(t+\Delta t)-X_{i}(t+\Delta t)\right)}
Avec :
{\displaystyle P} chargement appliqué
{\displaystyle T} tension du lien {\displaystyle m} entre les nœuds {\displaystyle i} et {\displaystyle j}
{\displaystyle l} longueur du lien.
La somme est réalisée sur l'ensemble des liens connectés au nœud.
En répétant l'utilisation des relations entre les efforts et la géométrie puis entre la géométrie et les efforts, le processus pseudo-dynamique est simulé.

## Étape de l'itération
1. Définir la vitesse et l'énergie cinétique de l'ensemble des nœuds à zéro :
{\displaystyle E_{k}(t=0)=0{\frac {}{}}}
{\displaystyle V_{i}(t=0)=0{\frac {}{}}}
2. Calculer la géométrie de la structure ainsi que le chargement appliqué :
{\displaystyle X_{i}(t=0){\frac {}{}}}
{\displaystyle P_{i}(t=0){\frac {}{}}}
3. Calculer les efforts dans les nœuds :
{\displaystyle T_{m}(t){\frac {}{}}}
{\displaystyle R_{i}(t){\frac {}{}}}
4. Mettre à zéro les efforts des nœuds contraints
5. Calculer les nouvelles vitesses et les nouvelles coordonnées :
{\displaystyle V_{i}(t+{\frac {\Delta t}{2}}){\frac {}{}}}
{\displaystyle X_{i}(t+\Delta t){\frac {}{}}}
6. Retourner à l'étape 3 jusqu'à équilibre statique de la structure

## Amortissement
Dans la méthode de relaxation dynamique, il y a possibilité d'utiliser l'amortissement pour améliorer la méthode en diminuant le nombre d'itérations.
Il y a deux méthodes d'amortissement :
- L'amortissement visqueux qui suppose que les câbles ou nappes ont un comportement visqueux.
- L'amortissement cinétique, qui consiste à forcer la géométrie à une position dans laquelle un pic d'énergie cinétique (ce qui signifie une position d'équilibre) a été détecté puis de réinitialiser les vitesses à zéro.

L'amortissement visqueux a l'avantage de rester près de la réalité des câbles et nappes qui possède effectivement un comportement visqueux. De plus il est facile à mettre en place car la vitesse est déjà calculée.
L'amortissement cinétique est un amortissement artificiel qui diffère de la réalité mais qui offre une réduction radicale du nombre d'itérations. Cependant il nécessite de calculer l'énergie cinétique et d'en détecter les pics ; après détection de ces pics d'énergie, la géométrie doit être mise à jour.

## Pour plus de détails
Ouvrage en Anglais :
- W J LEWIS, TENSION STRUCTURES: Form and behaviour, London, Telford, 2003
- D S WAKEFIELD, Engineering analysis of tension structures: theory and practice, Bath, Tensys Limited, 1999
- H.A. BUCHHOLDT, An introduction to cable roof structures, 2nd ed, London, Telford, 1999